# مانموهان ماهاباترا
مانموهان ماهاباترا (1951 - 2020)، هو مخرج ومنتج وكاتب هندي. حصل على ثماني جوائز.
توفي يوم 13 يناير 2020 في مستشفى خاص بمدينة بوبانسوار عن عمر يناهز 68 عامًا.

## روابط خارجية
- مانموهان ماهاباترا على موقع IMDb (الإنجليزية)